# Guillaume de Peyre
Cet article possède un paronyme, voir Guilhem Peyre.
Guillaume de Peyre, né à une date inconnue et mort en 1223, est un ecclésiastique français. Il fut en effet évêque de Mende entre 1187 et 1223. Il apparaît dans le vocable du diocèse de Mende sous le nom de Guillaume II de Peyre étant le 2e évêque de Mende à porter le prénom de Guillaume. Cependant, des découvertes ultérieures le place comme 4e du nom, c'est pourquoi il apparaît généralement sous le nom de Guillaume IV de Peyre.

## Biographie
Guillaume de Peyre est le fils d'Astorg IV, baron de Peyre en Gévaudan. Il est l'arrière-petit-neveu d'Aldebert II de Peyre qui fut évêque de Mende entre 1099 et 1123. L'oncle d'Aldebert II, Aldebert Ier, fut quant à lui évêque de Mende entre 1054 et 1095. Il serait également cousin du roi Jacques Ier d'Aragon, qui se dit « consanguineus » avec Guillaume,.
En 1187, il succède à Aldebert III du Tournel à la tête de l'évêché mendois. Aldebert III du Tournel avait été le premier à se reconnaître vassal du roi de France, et avait obtenu une bulle d'or assurant les droits régaliens aux évêques de Mende.
La politique menée par Aldebert III du Tournel puis Guillaume de Peyre exaspère les Mendois qui l'expulsent de la ville. Il ne peut la réintégrer qu'en 1194. C'est à lui qu'on accorde l'initiative de la construction du château de Chanac en cette année 1194. Ce château faisait sans doute face à celui des rois d'Aragon, tenu par le bailli Nicolas.
Cette même année 1194, il est chargé par le pape Honorius III d'arbitrer un conflit entre l'évêque du Puy et les habitants du Velay. En 1207 il fonde l'abbaye de Mercoire, une abbaye répondant à la règle de l'ordre de Citeaux, qu'il met sous dépendance de l'abbaye de Mazan en Vivarais.
En juillet 1209, profitant de la croisade des albigeois, il chasse le gouverneur de Marvejols, Bernard de la Salle, et prend possession du château de Grèzes, s'assurant ainsi la possession de la vicomté éponyme, également nommée vicomté de Gévaudan. Il garde ainsi la vicomté au nom de son beau-frère Pierre II d'Aragon.
À la mort de Pierre II, Guillaume de Peyre confisque les possessions aragonaises en Gévaudan au nom de l'église. Le pape Honorius III lui demande, le 2 juin 1217, de les restituer au jeune roi Jacques Ier. Il rend donc rapidement le château de Grèzes à Géraud de Peyre, parier du roi et Marvejols à Arnaud de Roquefeuil. Cependant il se refuse en revanche de livrer la vicomté à Guillaume de Saint-Vincent, estimant ne pas avoir été remboursé de ses frais de garde,.
Entre 1218 et 1221, Guillaume de Peyre aurait participé à la cinquième croisade, alors qu'il était toujours en conflit avec l'Aragon. Il résigne son évêché au mois de mars 1223 auprès du cardinal Conrad, légat du pape, et meurt dans le courant de l'année.

## Sources et références
1. ↑  Félix Buffière, Ce tant rude Gévaudan [détail des éditions], tome I, chap. 13, p.371
2. ↑  Charles Porée, Les évêques-comtes de Gévaudan, bulletin du Gévaudan
3. 1 2  JBE Pascal in Gabalum Christianum, pp. 195 à 198, disponible sur (fr) Google Books
4. 1 2 3 4  Philippe Maurice, « Fasti Ecclesiæ Gallicanæ – diocèse de Mende », Turnhout, Brepols, 2004
5. 1 2  Félix Buffière, Ce tant rude Gévaudan [détail des éditions], tome I, chap. 17, p. 495 à 498